# Каменский, Александр Константинович
Александр Константинович Каменский (род. 30 июня 1963, Свердловск) — советский хоккеист, защитник.

## Биография
Воспитанник хоккейной школы «Юность» Свердловск, тренеры Г. Зайнетдинов и Альберт Фёдоров. Чемпион СССР среди юниоров (1980). Выступал за свердловские команды «Луч» (1980/81),
«Автомобилист» (1980/81, 1983/84 — 1990/91), СКА (1981/82 — 1982/83). В сезонах 1990/91 — 1991/92 играл за тольяттинскую «Ладу». В чемпионате СССР провёл семь сезонов (1984/85, 1986/87 — 1991/92).
Победитель хоккейного турнира зимней Универсиады 1989.